# Vzpírání na Letních olympijských hrách 1964
Vzpěračské soutěže na Letních olympijských hrách 1964 v Tokiu.

## Medailisté

### Muži
| Soutěž  | Zlato                                    | Výsledek | Stříbro                                     | Výsledek | Bronz                                             | Výsledek |
| 56 kg   | Alexej Vachonin · Sovětský svaz (URS)    | 357.5 kg | Imre Földi · Maďarsko (HUN)                 | 355.0 kg | Shiro Ichinoseki · Japonsko (JPN)                 | 347.5 kg |
| 60 kg   | Jošinobu Mijake · Japonsko (JPN)         | 397.5 kg | Isaac Berger · Spojené státy americké (USA) | 382.5 kg | Mieczysław Nowak · Polsko (POL)                   | 377.5 kg |
| 67,5 kg | Waldemar Baszanowski · Polsko (POL)      | 432.5 kg | Vladimir Kaplunov · Sovětský svaz (URS)     | 432.5 kg | Marian Zieliński · Polsko (POL)                   | 420.0 kg |
| 75 kg   | Hans Zdražila · Československo (TCH)     | 445.0 kg | Viktor Kurentsov · Sovětský svaz (URS)      | 440.0 kg | Masashi Ouchi · Japonsko (JPN)                    | 437.5 kg |
| 82,5 kg | Rudolf Plyukfelder · Sovětský svaz (URS) | 475.0 kg | Géza Tóth · Maďarsko (HUN)                  | 467.5 kg | Győző Veres · Maďarsko (HUN)                      | 467.5 kg |
| 90 kg   | Vladimir Golovanov · Sovětský svaz (URS) | 487.5 kg | Louis Martin · Velká Británie (GBR)         | 475.0 kg | Ireneusz Paliński · Polsko (POL)                  | 467.5 kg |
| +90 kg  | Leonid Žabotinskij · Sovětský svaz (URS) | 572.5 kg | Jurij Vlasov · Sovětský svaz (URS)          | 570.0 kg | Norbert Schemansky · Spojené státy americké (USA) | 537.5 kg |

## Přehled medailí
| Pořadí | Země                         | Zlato | Stříbro | Bronz | Celkově |
| ------ | ---------------------------- | ----- | ------- | ----- | ------- |
| 1.     | Sovětský svaz (URS)          | 4     | 3       | 0     | 7       |
| 2.     | Polsko (POL)                 | 1     | 0       | 3     | 4       |
| 3.     | Japonsko (JPN)               | 1     | 0       | 2     | 3       |
| 4.     | Československo (TCH)         | 1     | 0       | 0     | 1       |
| 5.     | Maďarsko (HUN)               | 0     | 2       | 1     | 3       |
| 6.     | Spojené státy americké (USA) | 0     | 1       | 1     | 2       |
| 7.     | Velká Británie (GBR)         | 0     | 1       | 0     | 1       |
| Celkem | Celkem                       | 7     | 7       | 7     | 21      |